# Callicostella hornschuchiana
Callicostella hornschuchiana là một loài rêu trong họ Pilotrichaceae. Loài này được A. Jaeger mô tả khoa học đầu tiên năm 1877.